# Michał Kałwa
Michał Kałwa (* 9. August 1978 in Posen) ist ein polnischer Skirennläufer und ehemaliger Freestyle-Skier. Er war von 1996 bis 2006 Mitglied der polnischen Nationalmannschaft im Alpinen Skilauf und nahm bis 2008 an Skicross-Rennen teil.

## Karriere
Kałwa gewann im Februar 1996 seine ersten FIS-Rennen. Von 1996 bis 1998 nahm er an den Juniorenweltmeisterschaften teil und erreichte dabei als bestes Resultat den 16. Platz im Slalom 1997. Auch in den beiden anderen Jahren war der Slalom seine stärkste Disziplin. Von Dezember 1997 bis Dezember 2005 nahm Kałwa, vorwiegend im Slalom, an Europacuprennen teil. In diesen acht Jahren fuhr er zehnmal unter die schnellsten 30. Sein bestes Resultat war der 14. Platz im Slalom von Krompachy-Plejsy am 7. Januar 2000. Von November 1999 bis Januar 2006 startete Kałwa auch im Weltcup. Während der ersten fünf Jahre ging er nur im Slalom an den Start, ab Januar 2005 nahm er auch in allen anderen Disziplinen an Weltcuprennen teil. In die Punkteränge, also unter die besten 30, schaffte es der Pole aber nie. In keinem seiner über 30 Slalomrennen konnte er sich für den zweiten Durchgang qualifizieren. Auch in den anderen Disziplinen blieb er ohne Erfolg. Am nächsten kam er den Punkterängen am 11. Dezember 2005 mit Rang 34 in der Super-Kombination von Val-d’Isère.
In den Jahren 1997, 2001, 2003 und 2005 nahm Kałwa an den Alpinen Skiweltmeisterschaften teil. Nachdem er 1997 im ersten Slalomdurchgang ausgeschieden war, kam er 2001 in St. Anton auf Platz 29 und 2003 in St. Moritz auf Rang 36 im Slalom. Bei den Weltmeisterschaften 2005 startete er in allen Wettbewerben außer der Abfahrt und erreichte als bestes Resultat Platz 23 in der Kombination. Im Februar 2006 nahm Kałwa als einziger Pole an den Alpinbewerben der Olympischen Winterspiele in Turin teil. Er kam auf Rang 44 in der Abfahrt und Rang 45 im Super-G, den Slalom und die Kombination konnte er nicht beenden. In der Saison 2006/07 nahm Kałwa nur noch sporadisch an Wettbewerben im Alpinen Skilauf, zum Beispiel den polnischen Meisterschaften, teil. Er gewann von 2001 bis 2009 insgesamt 13 polnische Meistertitel.
Ab dem Winter 2004/05 war Kałwa neben dem Alpinen Skisport auch als Freestyle-Skier aktiv. Bei der Universiade 2005 wurde er Vierter im alpinen Slalom und Fünfter im Skicross. Danach nahm er bis 2008 an wenigen Freestyle-Europacuprennen teil, bei denen zwei 17. Plätze im Skicross im März 2008 seine besten Ergebnisse waren. Im März 2007 hatte er an der Freestyle-Weltmeisterschaft in Madonna di Campiglio teilgenommen, wo er 33. im Skicross wurde. Seit Januar 2009 ist Kałwa wieder sporadisch bei alpinen Skiwettkämpfen am Start.

## Erfolge

### Olympische Winterspiele
- Turin 2006: 44. Abfahrt, 45. Super-G

### Weltmeisterschaften
Alpin
- St. Anton 2001: 29. Slalom
- St. Moritz 2003: 36. Slalom
- Bormio 2005: 23. Kombination, 27. Slalom, 33. Riesenslalom, 54. Super-G

Freestyle
- Madonna di Campiglio 2007: 33. Skicross

### Alpine Ski-Juniorenweltmeisterschaften
- Hoch-Ybrig 1996: 32. Slalom, 67. Riesenslalom
- Schladming 1997: 16. Slalom, 38. Riesenslalom
- Megève 1998: 21. Slalom, 57. Abfahrt

### Polnische Meisterschaften
- Kałwa ist 13-facher polnischer Meister im Alpinen Skisport: 5× Slalom (2001, 2004, 2006, 2007, 2009), 4× Riesenslalom (2003, 2004, 2006, 2007), 2× Super-G (2003, 2005) und 2× Kombination (2005, 2006)

### Weitere Erfolge
- Drei Top-20-Platzierungen im Alpinen Skieuropacup
- Zwei Top-20-Platzierungen im Skicross-Europacup
- Vierter Platz im Slalom und fünfter Rang im Skicross bei der Universiade 2005